# Are You Ready? (すとぷりのアルバム)
『Are You Ready?』（アー・ユー・レディー）は、すとぷりの1st配信限定EPアルバム。2022年8月1日に自主レーベルであるSTPR Recordsより発売された。

## セールス
2022年8月10日付「Billboard JAPAN Top Download Albums」で1位を、2022年8月15日付「オリコン週間デジタルアルバムランキング」で1位を獲得。

## 収録曲

### 曲一覧
1. Are You Ready? [1:55]
作詞：2200 作曲・編曲：橘亮祐 & 篠崎あやと
2022年5月に行われたバーチャルライブ「Strawberry Party!! in 日本武道館」で使用された楽曲と、すとぷりのメンバーによるWeb上での生放送での発言をコラージュしたもの[3]。
2. Ride on Time [2:48]
作詞・作曲・編曲：TeddyLoid
ミュージックビデオは夜の遊園地を舞台にしている[4]。
3. 星の如く [2:48]
作詞・作曲：山葵 編曲：町屋 & 和楽器バンド
「戦」をテーマにした、和風な楽曲[5]。
4. Strawberry Kiss [3:27]
作詞・作曲・編曲：HoneyWorks
女の子に初めての告白をする様子を描いた楽曲[6]。
5. シルベボシ [3:37]
作詞：るぅと×TOKU 作曲：るぅと×松 編曲：松
「出会いと別れの季節にぴったり」な楽曲[7]。「マブシガリヤ」、「ナミダメ」の続きに当たる[7]。
6. 33414 [3:36]
作詞：ill.bell 作曲：DYES IWASAKI、illbell 編曲：DYES IWASAKI
若者の気持ちをラップに乗せた楽曲[8]。
7. Strawberry Smile Magic [3:29]
作詞：るぅと×TOKU 作曲：るぅと×松 編曲：松
笑顔の魔法をテーマにした楽曲[9]。
8. パレードはここから [3:09]
作詞：るぅと×TOKU 作曲：るぅと×松 編曲：松